# Бьорг Хелстрьом
Бьорг Ленарт Хелстрьом (на шведски: Börge Hellström) е шведски писател, автор на бестселъри в жанровете трилър и криминален роман.

## Биография и творчество
Роден е на 25 септември 1957 г. в Швеция. Има тежко детство. Става алкохолик и наркоман, занимава се с престъпна дейност, попада в затвора. По-късно става съосновател на организацията Kriminellas revansch i samhället (KRIS), ангажирана в превенцията на престъпността и рехабилитацията на бивши затворници. Става певец и китарист, пътува с екскурзии в различни страни.
С журналиста Андерс Руслунд (с когото се запознава, докато Руслунд снима документален филм за KRIS) е съавтор на седем книги между 2004 и 2016 г. Първият им психологически трилър „Звярът“ (Odjuret) от поредицата „Еверт Гренс“ е публикуван през 2004 г. Главният герой, инспектор Еверт Гренс, заедно с колегата си Свен Сункист, разследва убийството на сериен педофил и убиец на малки момичета. Когато бащата на едно от тях е арестуван за убийството, в страната се надигат масови протести. Книгата става бестселър и е удостоена с наградата „Стъклен ключ“ за най-добър криминален роман. През 2012 г. е екранизиран в едноименния филм с участието на Петер Дал в ролята на инспектор Гренс и Ола Рапас в ролята на бащата. Следващите книги от поредицата също са бестселъри и са номинирани и удостоени с различни награди.
Бьорг Хелстрьом умира от лимфома на 17 февруари 2017 г. в Стокхолм.

## Произведения

### Серия „Еверт Гренс“ (Ewert Grens) – сАндерс Руслунд
1. Odjuret (2004) – награда „Стъклен ключ“
2. Box 21 (2005) – Стокхолмска награда за най-добър роман на годината
3. Edward Finnigans upprättelse (2006)
Номер 8, изд.: ИК „ЕРА“, София (2012), прев. Надежда Розова
4. Flickan under gatan (2007)
5. Tre sekunder (2009) – награда за най-добър криминален роман на годината
3 секунди, изд.: ИК „ЕРА“, София (2011), прев. Цвета Добрева
6. Två soldater (2012)
7. Tre Minuter (2016)
3 минути, изд.: ИК „ЕРА“, София (2018), прев. Юлия Чернева

### Екранизации
- 2012 Odjuret – тв филм
- 2018 Three Seconds – по романа, продуцент